# Megapulvinaria maxima
Megapulvinaria maxima är en insektsart som först beskrevs av Green 1904.  Megapulvinaria maxima ingår i släktet Megapulvinaria och familjen skålsköldlöss. Inga underarter finns listade i Catalogue of Life.